# 神圣正义之降临
《神圣正义之降临》（英語：Advent of Divine Justice）写于1938年12月25日，是守基·阿芬第给美国和加拿大巴哈伊的信，描述了美国在建立至大和平中的角色。 
虽然技术上此文献的体裁为书信，但其一般以独立成书并出版。
此书多次引用《神圣计划书简集》。《神圣计划书简集》是阿博都巴哈所著，该书在一定程度上推动了巴哈伊信仰在北美的早期的传播。守基·阿芬第在《神圣正义之降临》中花了超过一半的篇幅讨论了巴哈伊信仰传导所应采取的态度和方法。

## 引用
1. ↑  Smith, Peter. . . Oxford: Oneworld Publications: 29–30. 2000. ISBN 1-85168-184-1.
2. ↑  . bahai-library.com.   [2017-08-30]. （原始内容存档于2020-08-11） （美国英语）.

- Effendi, Shoghi. . Wilmette, Illinois, USA: Baháʼí Publishing Trust. 1938  [2020-07-02]. ISBN 0-87743-195-7. （原始内容存档于2020-11-12）.